# Paul Frees
Solomon Hersh Frees, detto Paul (Chicago, 22 giugno 1920 – Tiburon, 2 novembre 1986), è stato un attore e doppiatore statunitense.

## Filmografia parziale

### Attore

#### Cinema
- Un posto al sole (A Place in the Sun), regia di George Stevens (1951)
- La cosa da un altro mondo (The Thing from Another World), regia di Christian Nyby (1951)
- Il suo tipo di donna (His Kind of Woman), regia di John Farrow (1951)
- La diva (The Star), regia di Stuart Heisler (1952)
- La guerra dei mondi (The War of the Worlds), regia di Byron Haskin (1953)
- Gangsters in agguato (Suddenly), regia di Lewis Allen (1954)
- Il colosso d'argilla (The Harder They Fall), regia di Mark Robson (1956)
- The Cyclops, regia di Bert I. Gordon (1957)
- I 4 di Chicago (Robin and the 7 Hoods), regia di Gordon Douglas (1964)

#### Televisione
- Lux Video Theatre – serie TV, episodio 4x19 (1954)
- The Bob Cummings Show – serie TV, 3 episodi (1955-1958)
- The Millionaire – serie TV, 206 episodi (1955-1960) - voce
- Alfred Hitchcock presenta (Alfred Hitchcock Presents) – serie TV, 5 episodi (1956-1958)
- Rescue 8 – serie TV, episodio 1x11 (1958)
- Steve Canyon – serie TV, episodio 1x01 (1958)
- La valle dell'oro (Klondike) – serie TV, episodi 1x06-1x08 (1960)
- Fractured Flickers – serie TV, 26 episodi (1962-1964) - voce

### Doppiatore

#### Cinema
- Life with Tom (1953)
- The Missing Mouse (1953)
- T.V. of Tomorrow (1953)
- The Farm of Tomorrow (1954)
- Cellbound (1955)
- Down Beat Bear (1956)
- Blues per gatto triste (Blue Cat Blues) (1956)
- A Symposium on Popular Songs (1962)
- Un uomo chiamato Flintstone (The Man Called Flintstone) (1966)
- L'ultimo unicorno (The Last Unicorn) (1982)
- The Fantasy Film Worlds of George Pal (1986)
- The Puppetoon Movie (1987)

#### Televisione
- The Whistler – serie TV, episodio 1x10 (1954)
- Walt Disney's Wonderful World of Color - 18 episodi (1957-1976)
- Steve Canyon - 16 episodi (1958-1959)
- Rocky e Bullwinkle (The Rocky and Bullwinkle Show) - 163 episodi (1959-1963)
- Mister Magoo - 13 episodi (1960)
- Gli antenati (The Flintstones) - 2 episodi (1960, 1962)
- Top Cat - 5 episodi (1961-1962)
- Il colonnello Montgomery Klaxon (Calvin and the Colonel) - 26 episodi (1961-1962)
- The Beary Family (1962)
- Krazy Kat - 34 episodi (1962-1963)
- The Famous Adventures of Mr. Magoo - 5 episodi (1964-1965)
- Hoppity Hooper - 17 episodi (1964-1965)
- The Atom Ant/Secret Squirrel Show (1967)
- The Beatles - 39 episodi (1965-1967)
- L'ispettore (The Inspector) (1966-1967)
- George della giungla (George of the Jungle) - 17 episodi (1967)
- I Fantastici Quattro (The Fantastic Four) - 20 episodi (1967-1968)
- Arabian Knights - 18 episodi (1968-1969)
- The Pink Panther Show - 2 episodi (1969)
- Lo Show dei Banana Splits (The Banana Splits Adventure Hour) - 9 episodi (1968-1970)
- Dove corri Joe? (Run, Joe, Run) - 25 episodi (1974-1975)
- The Hobbit - film TV (1977)
- The Return of the King - film TV (1980)

### Regista
- The Beatniks (1960)